# Adsidui
Adsidui si intendono coloro i quali, fin dall'epoca di Servio Tullio, il sesto re di Roma, erano obbligati a prestare il servizio militare tra i cittadini romani. Erano divisi in cinque classi sulla base del censo. La prima classe, la più facoltosa, poteva permettersi l'equipaggiamento completo da legionario, mentre quelle inferiori avevano armamenti via via più leggeri, e dove le prime tre costituivano la fanteria pesante e le ultime due quella leggera.
Si differenziavano dai proletarii o capite censi, ovvero da coloro il cui censo era sotto la soglia degli 11.000 assi, e dispensati dall'assolvere agli obblighi militari, tranne nel caso in cui vi fossero particolari pericoli per la città di Roma. In quest'ultimo caso erano anch'essi armati a spese dello Stato, servendo in formazioni speciali estranee all'ordinamento legionario.

### Fonti primarie
- Tito Livio, Ab Urbe condita libri, I.
- Dionigi di Alicarnasso, Antichità romane, IV.
- Aulo Gellio, Noctes Atticae, XVI.

### Storiografia moderna
- Emilio Gabba, Esercito e società nella tarda Repubblica romana, Firenze 1973.